# تیراناسور (فیلم)
«تیراناسور» (انگلیسی: Tyrannosaur) فیلم درام به کارگردانی پدی کانسیدین است که در سال ۲۰۱۱ منتشر شد. از بازیگران آن می‌توان به پیتر مولان، الیویا کلمن و ادی مارسن اشاره کرد.